# 노디시카
노디시카(1992년 ~)는 대한민국 R&B 팝 뮤지션이다. 2019년 싱글 앨범 [Feely you]로 데뷔했다.
지난 2021년 정규앨범 [20] 을 발매 후, 2022년 새로운 장르에 도전하며 자신만의 색깔을 선보이고 있다.

## 음반 목록

### 정규 앨범
20 (2021)

### 싱글
Feely You (2019)
Me oh you (2019)
Down (2019)
Holiday (2019)
Walk along (2019)
달라 (DALLA) (2019)
oh Love (2020)
Stay Away (2021)
Do For Love (2021)
Love Filter (2021)
On The Road (2021)
I'm Fine (2021)
여름 밤 (2021)
Nody, Alright? (2021)
Birthday (2021)
화성이주계획 (2022)
M.P (2022)

## 학력
- 서울예술대학교 실용음악과 보컬전공

## 방송
- 보이스 코리아 2020 (2020) - Top32

## 경력
- 전인권밴드 코러스